# Calotip

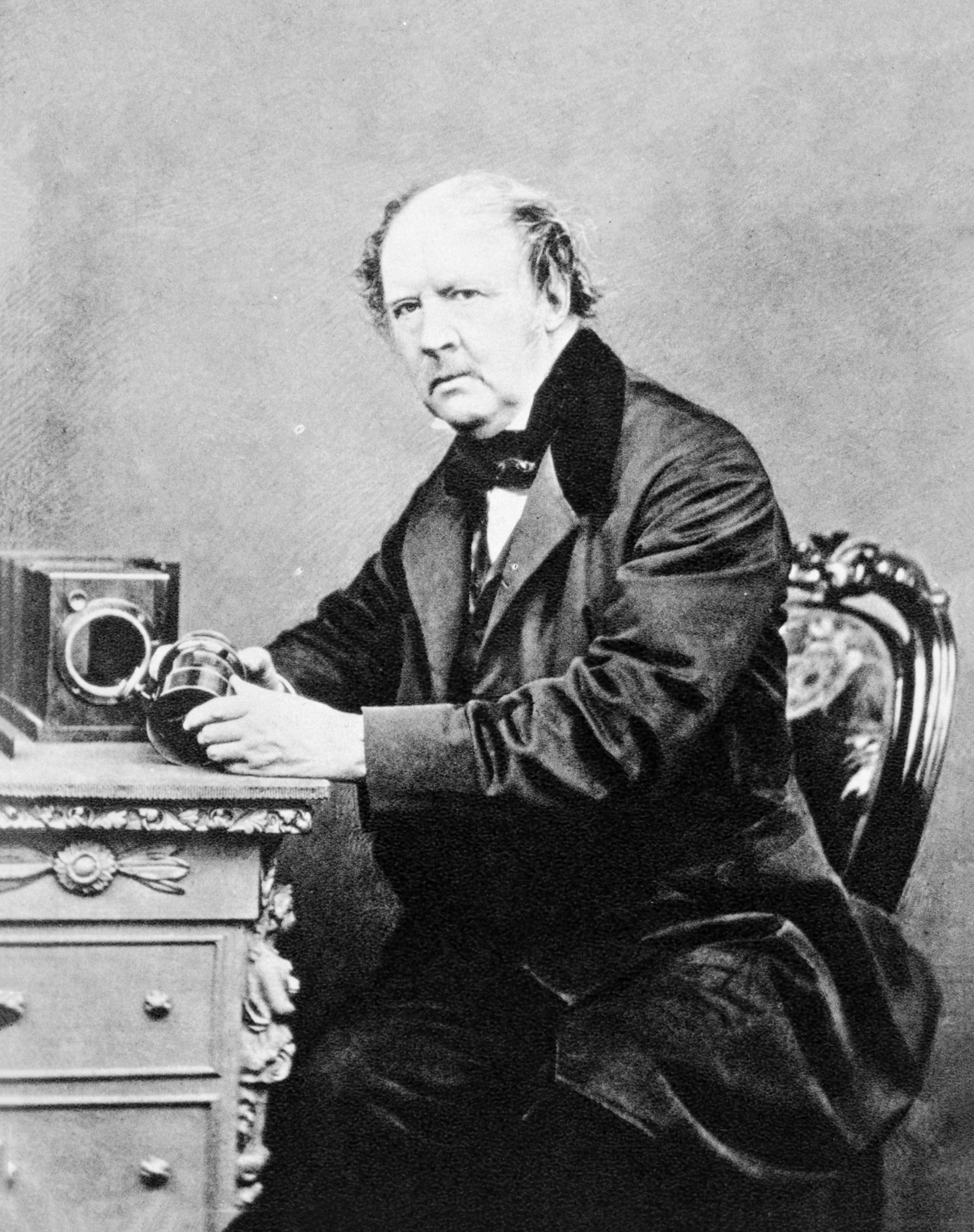
William Henry Fox Talbot (fotografia de John Moffat, 1864).

El calotip (del grec καλός, bell i τύπος, impressió), o calotípia i talbotípia, és un mètode fotogràfic creat a Anglaterra per William Fox Talbot a la dècada dels anys trenta del segle xix. Aquest mètode es basa en un paper sensibilitzat amb nitrat d'argent i àcid gàl·lic que després de ser exposat a la llum era posteriorment revelat amb ambdues substàncies químiques i fixat amb hiposulfit. És conegut també amb el nom de talbotip.
Encara que Talbot no va aconseguir passar a la història com el pare de la fotografia, sí que ho va fer com l'inventor del procés negatiu-positiu, que és el que finalment arribaria fins als nostres dies i que, en definitiva, un cop perfeccionat convenientment, va suposar la base de la fotografia contemporània.

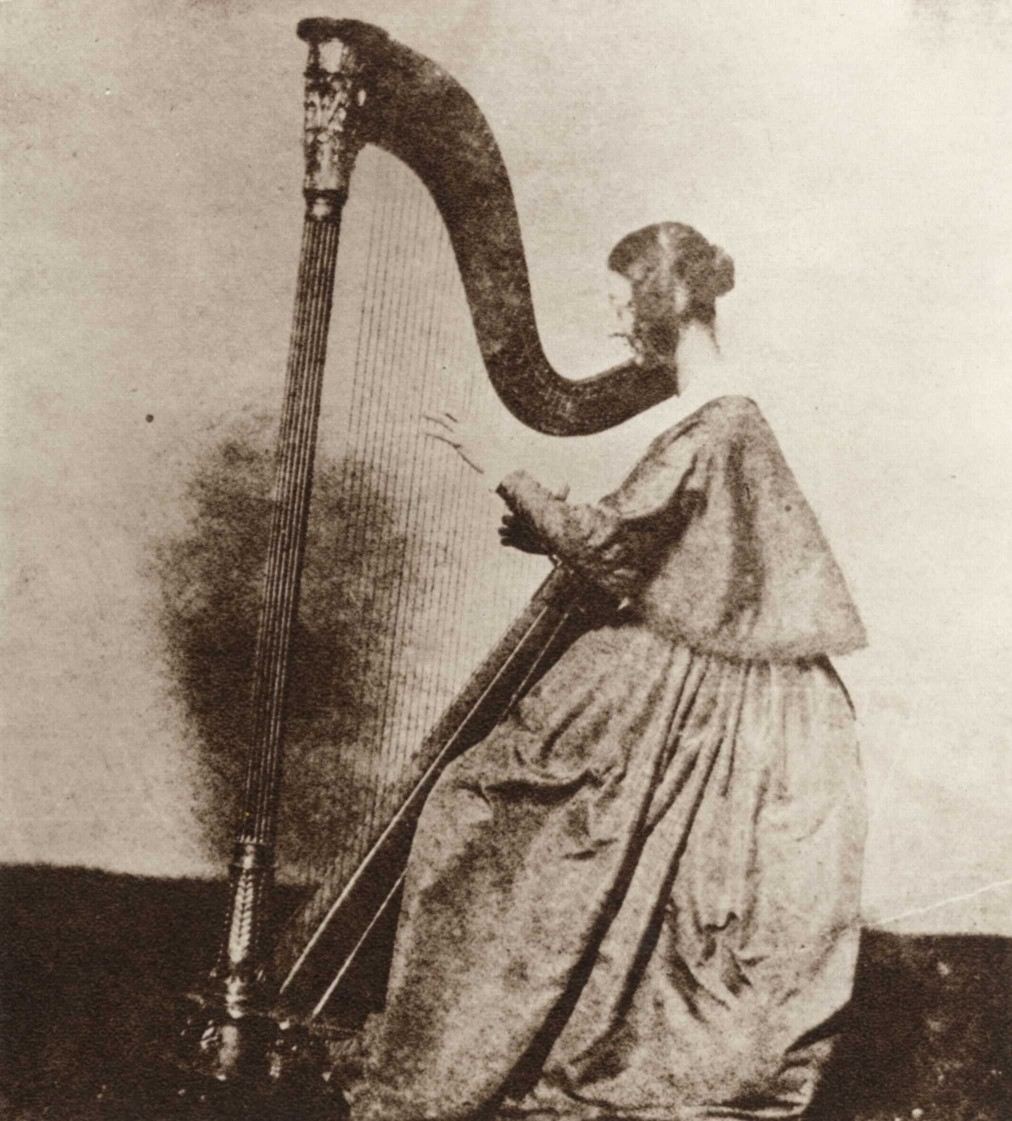
Calotip de Miss Horatia Feilding, germanastra de William Henry Fox Talbot feta pel mateix Talbot cap a l'any 1842.

## El procés
L'origen d'aquest procés fotogràfic data de 1833. Henry Fox Talbot, captivat pels principis de la «cambra obscura», es va endinsar en la cerca de la fixació de les imatges a través de la incidència de la llum sobre paper impregnat amb solucions fotosensibles; exposant-lo a la llum, cobert amb objectes diversos, obtenia una silueta blanca de l'objecte, sobre un fons fosc. Així va aconseguir imatges en negatiu que era capaç de fixar. Va anomenar aquests fotogrames obtinguts dibuixos fotogènics. Al 1835, va descobrir com podria fer-se una imatge en positiu d'aquella matge en negatiu.
Talbot va fer les seves primeres fotografies amb càmera utilitzant un paper sensibilitzat amb clorur d'argent. Aquest crea una mena de negatiu de la imatge que s'està fotografiant, ja que el paper, com més hi toca la llum, més s'enfosqueix. Aquest procés era molt lent, perquè el paper s'havia d'estar a la càmera fins que la imatge fos totalment visible. Aquesta exposició podia durar fins a una hora per aconseguir un negatiu que fos prou acceptable.
A finals de 1840, Talbot va descobrir un nou procés per fotografiar la realitat molt diferent de l'anterior. Estava basat en el procés de creació de daguerreotips, que s'havien presentat el 1839. El de Talbot aconseguia crear una imatge en el paper en dos minuts; només un, si sobre l'objecte hi tocava el sol. El paper, que se segellava perquè no rebés més llum i això malmetés la fotografia, es treia de la càmera i la imatge latent que hi havia es revelava químicament fins que quedava una fotografia totalment visible. Aquesta millora es va presentar al públic com a procés de calotip o talbotip l'any 1841.
L'halur d'argent sensible a la llum del paper de calotip era iodur d'argent, creat a partir de la reacció del nitrat d'argent amb el iodur de potassi. Primer, el paper es “ioduritzava” pintant un dels costats del full, que havia de ser d'un paper d'escriure d'alta qualitat, amb una solució de nitrat d'argent. Després s'assecava, es submergia en una solució de iodur de potassi i es deixava assecar un altre cop. En aquesta fase del procés, el balanç de productes químics era tan gran que el paper era pràcticament insensible a la llum i es podria conservar així indefinidament. Quan es volia utilitzar, la banda que inicialment havia estat pintada amb el nitrat d'argent, ara es pintava amb una solució que consistia en nitrat d'argent, àcid acètic i àcid gàl·lic, s'assecava amb molt de compte i s'exposava a la càmera.
Per fer el revelat, es pintava un altre cop el paper de la fotografia amb la solució d'àcid gàl·lic i nitrat d'argent utilitzada anteriorment, mentre s'escalfava força el paper. Quan el procés s'havia completat, el calotip es netejava i s'eixugava. Després, hi havia dues opcions: se'l podia estabilitzar banyant-lo en una solució de bromur de potassi, que convertia el iodur d'argent que quedava en bromur d'argent, fent que, si es tornava a exposar a la llum, només es descolorís un mica; o, si no, també es podia fixar la fotografia amb una solució calenta de tiosulfat de sodi, que aleshores es coneixia com a hiposulfit de sodi -o, com es deia comunament, “hipo”-, que dissolia el iodur d'argent i permetia que es pogués retirar tot, deixant només en el paper les partícules d'argent de la fotografia ja revelada, fent que el calotip fos completament insensible a la llum.
El revelat del calotip produïa una imatge original negativa translúcida de la qual se'n podien fer múltiples positius, simplement per mitjà de la còpia per contacte. Això li donava un gran avantatge respecte al procés del daguerreotip, que produïa un positiu original opac que només podia ser duplicat copiant-lo amb una càmera.
Tot i que el paper de calotip es podia utilitzar per fer còpies positives de negatius de calotip, Talbot havia creat el paper de clorur d'argent, conegut com a paper salat, que normalment es feia servir amb aquest propòsit. Era més fàcil d'utilitzar i menys car, i fins i tot el mateix Talbot considerava que el resultat que donava el paper salat era més atractiu. La llarga exposició que necessitava, tan descoratjadora quan es capturava la imatge poc clara que es formava a la càmera, era, en el pitjor dels casos, una inconveniència menor quan es feia una còpia per contacte amb la llum del sol. Els negatius de calotip sovint s'impregnaven amb cera per millorar-ne la transparència i fer el gra del paper menys visible a les còpies.
Sovint se li atribueix erròniament a Talbot la introducció del principi del desenvolupament de la imatge latent. En els experiments privats sobre betum de Judea (o asfalt natural) de Nicéphore Niépce durant els 1820s s'hi incloïa el desenvolupament químic de la imatge latent, igual que en l'extremadament popular procés del daguerreotip, introduït al públic pel company i successor de Niépce Louis Daguerre l'any 1839. Tot i així, Talbot va ser el primer d'aplicar-lo en un procés basat en el paper i en l'operació de passar de negatiu a positiu, aconseguint ser pioner en diversos processos de transformació de negatiu a positiu que han dominat la fotografia no digital fins als nostres dies.

## Història
El context en el qual es duu a terme la invenció del calotip té els seus principis en els mateixos de la "Il·lustració". La Il·lustració, en el segle de la Revolució Francesa, és el territori de gestació de les grans apostes de l'home modern, per la qual cosa la invenció de la fotografia és deguda a la necessitat incipient de representar la realitat d'una manera més precisa i real.
L'inventor del calotip va ser l'arqueòleg, químic, lingüista i pioner anglès de la fotografia William Fox Talbot (1800-1877). Captivat pels principis de la "cambra obscura", es va internar en la recerca de la fixació d'imatges a través de la incidència de la llum sobre solucions sensibles a aquesta.
El seu experiment va consistir a sensibilitzar el paper amb nitrat i clorur de plata, encara que en principi no va obtenir res més que imatges negatives imperfectes i mal fixades, durant un temps d'exposició que oscil·lava entre els 30 i els 90 minuts; amb això, però, va realitzar un notable descobriment, el principi del revelat d'una imatge latent, en què un senyal de llum relativament dèbil quedava ampliada pel revelat i, per realitzar un negatiu de calotip, Talbot va banyar un full de paper en dues solucions: una de nitrat de plata i una altra de iodur de potassi. Talbot va descobrir que el iodur de plata, relativament estable, es feia summament sensible a la llum quan rentava el paper amb una barreja d'àcid gàl·lic i nitrat de plata, solució a la qual va denominar «galonitrat de plata». Després d'efectuar la seva exposició a la llum, el paper era novament banyat en aquesta solució, que actuava com un revelador físic i mostrava gradualment la imatge. Per fixar aquests negatius, Talbot va utilitzar al principi bromur de potassi i a continuació una solució calenta de hiposulfit, imprimint amb el seu paper original de clorur de plata. Amb el negatiu així obtingut es realitzava un tiratge positiu sobre paper salat de clorur de plata, sobre el que passava amb pinzell una solució de sal marina i després ho sensibilitzava amb una solució de nitrat de plata. Un cop sec, el paper es col·locava en una premsa-xassís sota del negatiu exposat a la llum del dia que ennegria el paper per les parts transparents del clixé.
No obstant això, Talbot no va pensar en explotar aquest descobriment fins al 1839, quan va sentir parlar del daguerreotip, i el va posar a disposició de Michel Faraday, qui el va presentar a la Royal Institution de Londres, en una sessió celebrada el 25 de gener de 1839, pretenent reivindicar la seva prioritat sobre l'invent de Daguerre. Sis dies després, el mateix Talbot va llegir davant la Royal Society una memòria titulada Some Account of the Art of Photognia Drawing, a la qual van anar succeint altres amb més detalls sobre els seus procediments amb el calotip, que culminaria al setembre de 1840 amb l'assaig de notables millores i modificacions sobre el procés negatiu-positiu, i en què el fenomen de la imatge latent li procura el mitjà de reduir el temps d'exposició a una durada prou curta per pensar en una aplicació comercial.
Encara que s'utilitzava a el menys des de 1835 i Talbot ja va presentar una comunicació en 1839, el procediment va ser patentat l'any 1841 a Anglaterra, la qual cosa va limitar sensiblement la seva internacionalització, a diferència d'altres procediments. A Anglaterra, la insistència de Talbot en el control de la seva patent va esdevenir una càrrega gairebé insuportable per als fotògrafs. Protegia els seus drets i pledejava agressivament contra qualsevol persona que fes calotips sense haver-li abonat els corresponents drets, que oscil·laven de 100 a 150 lliures esterlines per any. A més, el calotip no va arribar a ser mai realment popular a causa de la propensió a esvair la seva imatge i perquè l'efecte de gra fi de el paper era considerat com un desavantatge en contraposició als brillants daguerreotips, de precisa definició, i pels que no s'havia de pagar a ningú cap regalia per utilitzar la seva llicència. Tot això tenint en compte que a partir de l'any 1855 es va imposar la tècnica del col·lodió humit i la còpia a l'albúmina, tant el daguerreotip com el calotip van caure en desús.

## El calotip a Catalunya i Espanya

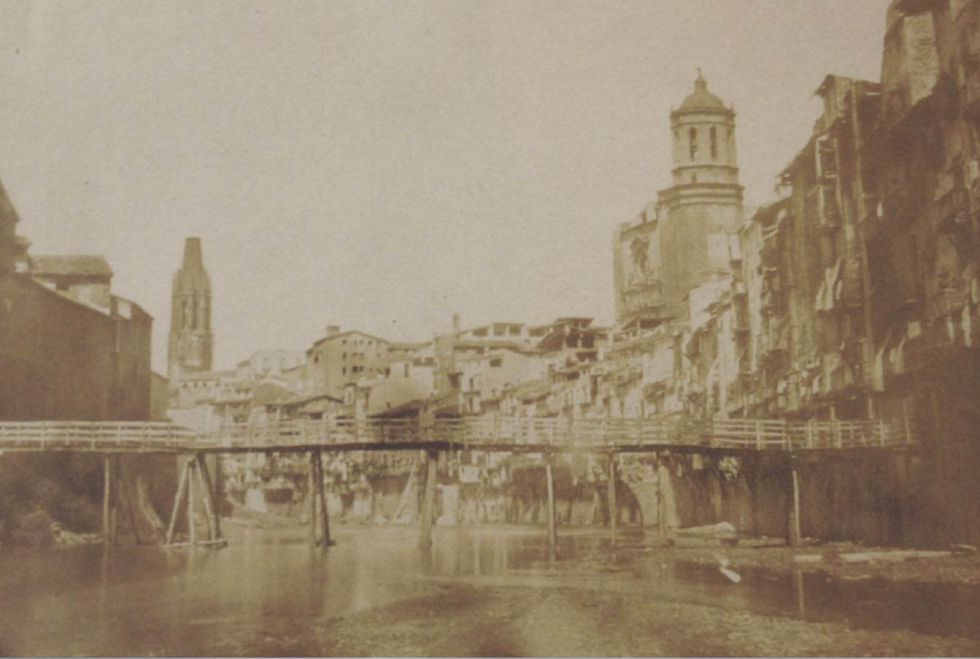
Vista de Girona al calotip. Cap a l'any 1852. Franck (fotògraf).

El calotip va ser introduït a la península per Francisco de Leygonier l'any 1844, encara que els primers fotògrafs calotipistes ja el feien servir a Espanya a partir del 1848.
François Gobinet de Villecholes instal·là el seu estudi a Barcelona el 1849 i ben aviat adquirí gran prestigi. És seva la imatge fotogràfica més antiga que es conserva de la ciutat de Girona -a la Biblioteca Nacional d'Irlanda, a Dublín-, feta amb la tècnica del calotip i datada al voltant del 1852: una vista del riu Onyar, del lloc on hi ha actualment el pont de Ferro o de les Peixateries Velles, que encara no hi apareix. També es un calotip la imatge més antiga que conservem de Montserrat.
La imatge sobre paper feta a Espanya més antiga que tenim, però, és un calotip del fotògraf valencià Pascual Pérez Rodríguez, datada el 1848. És un retrat del músic valencià de nom similar Pascual Pérez Gascón.
Altres fotògrafs pioners, alguns dels quals provenien de França, Anglaterra o fins i tot d'Alemanya, se sentien atrets per la literatura romàntica i els llibres de viatges i, per això, devien considerar que el sud era exòtic. Entre aquests hi havia Joseph Vigier, Edward King-Tenison, Alphonse Delaunay, Charles Clifford, Gustave de Beaucorps, Oppenheim o Louis de Clercq.
Mitjançant el procediment del calotip, es van prendre majoritàriament vistes dels grans monuments espanyols. Una d'aquestes primeres imatges emblemàtiques va ser capturada l'any 1850 (o 1851) per Vigier, i mostra el pont de barques sobre el riu Guadalquivir a Sevilla. Un altre positiu, a part del negatiu de paper, és el de la vista de l'Arsenal Militar de Ferrol, dels anys 1848-1853, que es conserva a la biblioteca del Museu Naval de Madrid; a la imatge es poden observar uns molls amb dos artefactes per aixecar grans pesos. L'any 1852, el fotògraf alemany Felix Alexander Oppenheim va fotografiar la porta del Sarmental, de la Catedral de Burgos, parcialment ocultada per un mur de l'antic palau del bisbat; aquesta fotografia es conserva a la Fototeca de l'IPCE. El britànic Charles Clifford, entre els anys 1852 i 1854, va fer molts calotips de monuments espanyols entre els quals es poden trobar la Muralla de Mar de Barcelona, l'Aqüeducte de Segòvia o el pont de Zamora. A partir del 1855, Clifford va començar a utilitzar la tècnica del negatiu de vidre al col·lodió per als seus reportatges de treballs públics.

## Popularitat
Tot i la facilitat i la flexibilitat amb què es podien fer els calotips, no van arribar a desplaçar el daguerreotip. En part, perquè Talbot va patentar els seus processos, a diferència de Daguerre, a qui l'Estat francès li va concedir una beca a canvi de cedir el seu enginy a la disposició pública. A més, el calotip produeix una imatge menys clara que el daguerreotip. L'ús del paper com un negatiu significa que la textura i les fibres del paper eren visibles en les impressions que se'n feien, donant lloc a una imatge lleugerament més granulada o borrosa que la dels daguerreotips, clares i nítides en general. No obstant això, els calotips, i les impressions en paper salat que se'n van fer, van mantenir la popularitat al Regne Unit i al continent europeu fora de França fins que el procés de col·lodió va permetre als fotògrafs fer negatius de vidre, ja al segle xix.
El calotip va tenir una relació important amb l'arquitectura, ja que a partir de 1850 es va fer servir per enregistrar llocs històrics, sobretot a França. Fotògrafs com Henri Le Secq, Charles Marville i Charles Nègre van dur a terme calotips de monuments com les catedrals de Notre-Dame, de Chartres i d'Amiens.
Cal també esmentar que la publicació de Talbot The Pencil of Nature (1844-1846), va ser el primer llibre amb il·lustracions fotogràfiques realitzades amb la tècnica de calotip. Aquesta publicació comptà amb 24 plaques que van documentar els inicis de la fotografia a través de l'estudi d'objectes artístics i arquitectònics.